# Anglure
Anglure is een gemeente in het Franse departement Marne (regio Grand Est) en telt 873 inwoners (2005). De plaats maakt deel uit van het arrondissement Épernay.

## Geografie
De oppervlakte van Anglure bedraagt 8,1 km², de bevolkingsdichtheid is 107,8 inwoners per km².
De onderstaande kaart toont de ligging van Anglure met de belangrijkste infrastructuur en aangrenzende gemeenten.

## Demografie
Onderstaande figuur toont het verloop van het inwonertal (bron: INSEE-tellingen).